# Слепые сколопендры
Слепые сколопендры (лат. Cryptopidae) — семейство хищных губоногих многоножек из отряда сколопендровые, включающее более 170 видов (более половины из них из рода Cryptops). Мелкие ядовитые сколопендровые (12—45 мм), например, известная европейская (включая Россию) криптопида Cryptops hortensis имеет длину всего около 15 мм. Глазков нет. Тело состоит из 21 сегмента с таким же количеством пар ног. Окрашены в желтовато-коричневые цвета. На голове расположены пара антенн, пара челюстей и две пары максилл. Ядовитые железы открываются на концах первой пары ног, преобразованной в ногочелюсти. Лапки почти всегда одночлениковые.

## Систематика
Более 170 видов. Род Mimops с единственным видом иногда выделяют в отдельное семейство Mimopidae Lewis. Подсемейство Plutoniuminae (Plutonium и Theatops), ранее включаемое в составе Cryptopidae теперь получило самостоятельный статус отдельного семейства Plutoniumidae.
- Anethops
- Chromatanops
- Cryptops — Более 100 видов[3][7]
- Mimops
  - Mimops orientalis  Kraepelin, 1903[8]
- Mycotheres
- Paracryptops[9]
- Trigonocryptops

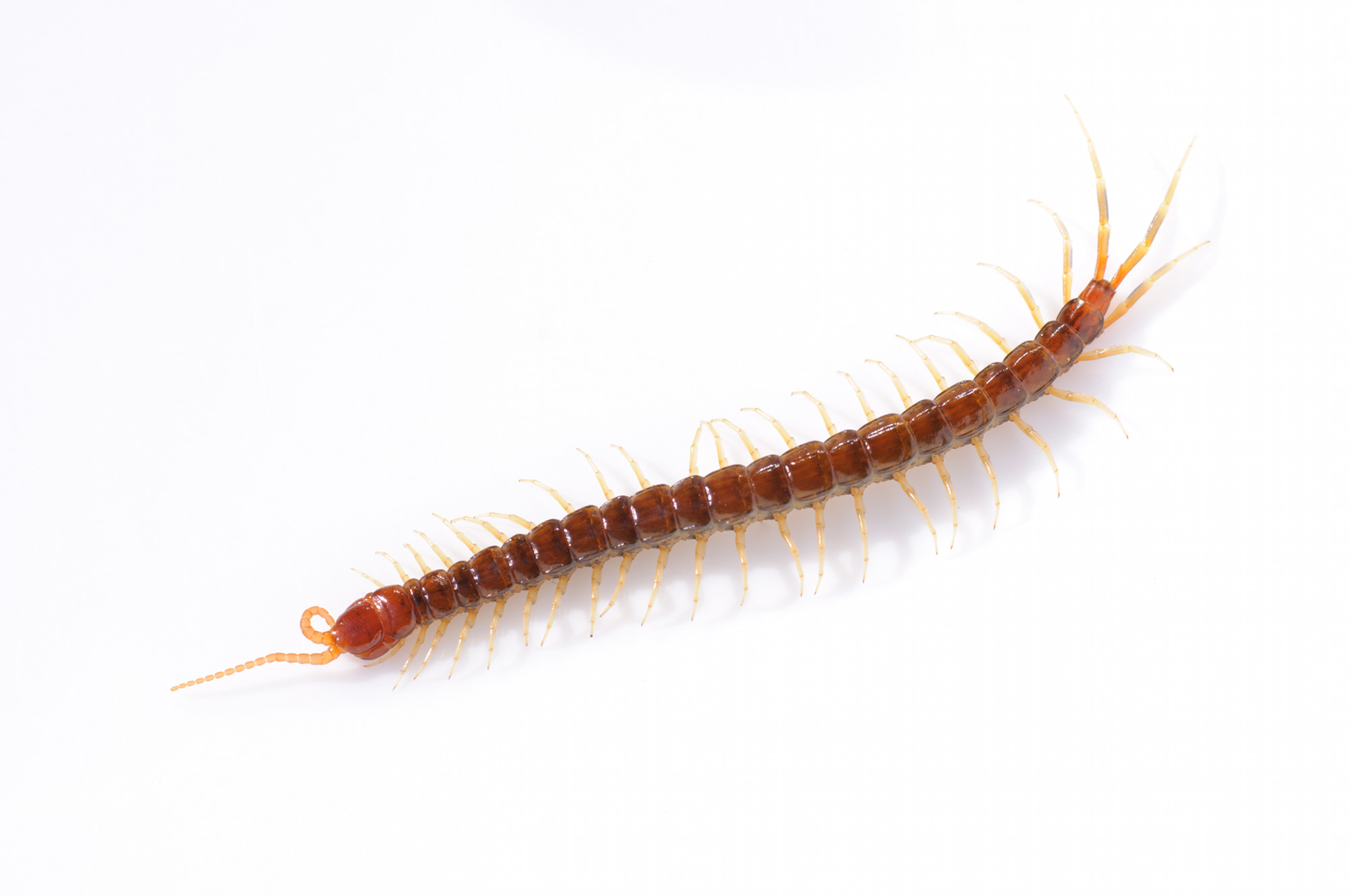
Scolopocryptops
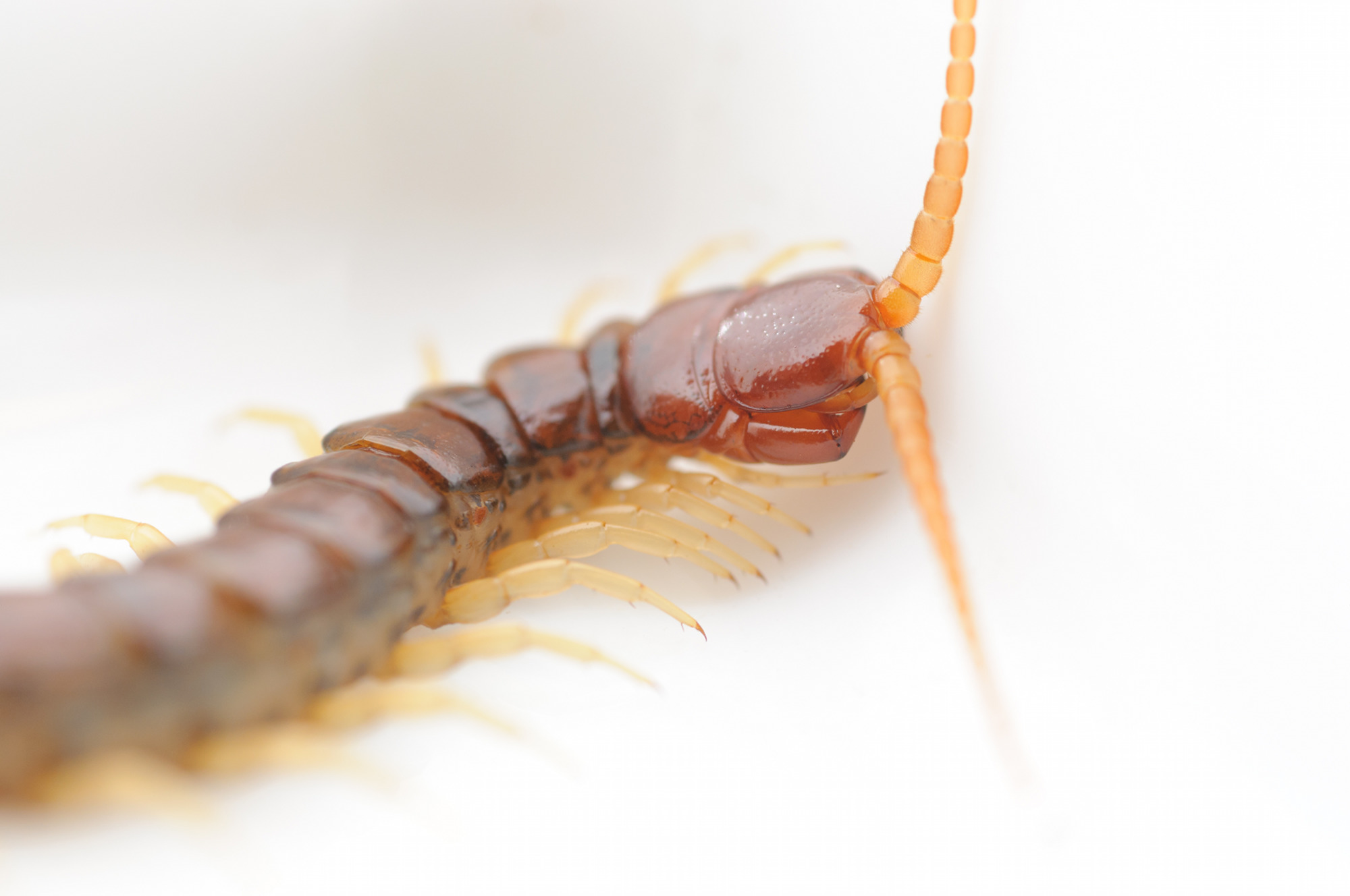
Голова Scolopocryptops